# Natalija
Natalija oder Natālija ist ein weiblicher Vorname.

## Herkunft und Bedeutung
Der Name ist eine slawische Variante von Natalie. Natalija ist vor allem auf dem Balkan verbreitet, Natālija ist die lettische Variante. Weitere Varianten sind Natalja und Natallja.
Natalija ist auch die wechselnde Transkription von Nataliya.

## Bekannte Namensträgerinnen

### Natalija
- Natalija Burdyha (* 1983), ukrainische Biathletin
- Natalija Dawydowa (* 1985), ukrainische Gewichtheberin
- Natalija Golob (* 1986), slowenische Fußballspielerin
- Natalija Kočergina (* 1985), litauische Skilangläuferin und Biathletin
- Natalija Konrad (* 1976), ukrainische Degenfechterin
- Natalija Medwedjewa (* 1971), ukrainische Tennisspielerin
- Natalija Alexejewna Narotschnizkaja (* 1948), russische Historikerin, Politikerin und Diplomatin
- Natalija Ottschenasch (* 1983), ukrainische Biathletin
- Natalija Paulauskaitė (* 1991), litauische Biathletin
- Natalija Wiktorowna Rasumowskaja (* 1975), russische Freestyle-Skierin
- Natalija Ratschynska (* 1970), ukrainische Fußballschiedsrichterassistentin
- Natalija Iljinitschna Saz (1903–1993), russische Kinder- und Musiktheater-Regisseurin
- Natalija Witrenko (* 1951), ukrainische Politikerin
- Natalija Yefimkina (* 1983), deutsche Regisseurin ukrainischer Herkunft

### Natalja
- Natalja Chussainowna Estemirowa (1958–2009), russische Historikerin, Journalistin und Menschenrechtsaktivistin
- Natalja Sergejewna Gontscharowa (1881–1962), russische Malerin der russischen Avantgarde
- Natalja Iwanowna Kasperskaja (* 1966), russische Unternehmerin
- Natalja Kirillowna Naryschkina (1651–1694), Gemahlin von Zar Alexei I. und Mutter des Zaren Peter I. (Peter der Große)
- Natalja Anatoljewna Petrusjowa (* 1955), sowjetische Eisschnellläuferin
- Natalja Wladimirowna Poklonskaja (* 1980), russische Politikerin, Juristin und Botschafterin der Russischen Föderation in Kap Verde
- Natalja Jewgenjewna Sedych (* 1948), russische Schauspielerin, Eiskunstläuferin und Balletttänzerin
- Natalja Michailowna Wodjanowa (* 1982), russisches Fotomodell

### Natallja
- Natallja Baschynskaja (* 1964), sowjetische und belarussische Biathletin und Biathlontrainerin
- Natallja Helach (* 1978), belarussische Ruderin
- Natallja Michnewitsch (* 1982), belarussische Kugelstoßerin
- Natallja Padolskaja (* 1982), belarussische Sängerin
- Natallja Ryschankowa (* 1972), belarussische Biathletin
- Natallja Salahub (* 1975), belarussische Sprinterin
- Natallja Schykalenka (1964–2025), belarussische Speerwerferin
- Natallja Swerawa (* 1971), belarussische Tennisspielerin
- Natallja Swirydowa-Kalinowskaja (* 1977), belarussische Skilangläuferin